# Куллярово
Куллярово (баш. Күлләр) — деревня в Кармаскалинском районе Республики Башкортостан Российской Федерации. Входит в состав Ефремкинского сельсовета.

## География

### Географическое положение
Расстояние до:
- районного центра (Кармаскалы): 12 км,
- центра сельсовета (Ефремкино): 3 км,
- ближайшей ж/д станции (Тазларово): 12 км.

## Население
| 2002 | 2009 | 2010 |
| ---- | ---- | ---- |
| 195  | ↘128 | ↗148 |

Национальный состав
Согласно переписи 2002 года, преобладающая национальность — башкиры (100 %).